# Внутритеменная борозда
Внутритеменная борозда (IPS) расположена на боковой поверхности теменной доли. Она состоит из косой и горизонтальной частей . Внутритеменная борозда содержит в себе несколько различных по функции подрегионов которые были исследованы с помощью регистрации отдельных единиц у приматови с помощью фМРТ проведенных на человеке. Основная функция региона связана с сенсорно-моторной координацией (к примеру управление движением глаз для достижения нового стимула) и визуальным вниманием . Эта функция позволяет указывать на предметы исходя из информации от глаз и захватывать предметы руками исходя от информации от глаз.
Внутритеменная борозда также связана и с другими функциями, такими как визуально — пространственная рабочая память и интерпретирование намерений других людей.

## Функция
Есть пять подрегионов внитритеменной борозды : передняя (AIP), боковая (LIP), вентральная (VIP), каудальная (CIP), средняя (MIP).
- LIP и VIP : связаны с визуальным вниманием и саккадическим движением глаз
- VIP и MIP : визуальный контроль достижения объекта или указывания на него
- AIP : визуальный контроль захватывания объектов руками
- CIP : получение информации о глубине через стереопсис

Все эти подрегионы имеют связи с лобной долей.
Активность в внутртеменной борозде также ассоциирована с обучением последовательности движений пальцев.

### Понимание чисел
Существуют исследования связывающие активность внутритеменной борозды с подсчётом чисел человеком и решением арифметических задач. Дети, у которых диагностирована дискалькулия, имеют меньший объём серого вещества во внутритеменной борозде по сравнению с контрольной группой.